# Auditorium na Tenerife
Auditorium na Tenerife "Adán Martín" (do roku 2011 Auditorium na Tenerife), ve španělštině Auditorio de Tenerife "Adán Martín", je budova s koncertní síní ležící ve městě Santa Cruz de Tenerife, hlavním městě Kanárských ostrovů. Budovu navrhl španělský architekt Santiago Calatrava. Stavba započala v roce 1997 a otevřena byla v roce 2003. Úkolem nebylo postavit jen koncertní síň, ale vytvořit také dynamické, monumentální dílo, jež by se stalo také symbolem pro tuto oblast.
V koncertní síni uvnitř budovy se nachází 1558 míst k sezení. Krom velkého sálu se zde nachází ještě komorní hudební sál se 428 místy. Budova Auditoria na Tenerife je postavena v postmoderním stylu a je charakteristická svou betonovou skořepinovou střechou ve tvaru ohnutého trojúhelníku, která se tyčí 60 metrů nad okolní domy. Auditorium leží na břehu Atlantského oceánu v jižní části přístavu Santa Cruz de Tenerife, na východní straně ostrova Tenerife. Auditorium je považováno za nejlepší moderní stavbu na Kanárských ostrovech a jednu z nejvýznamnějších budov španělské architektury, díky čemuž se také dostalo mezi 6 nejvýznamnějších reprezentativních děl španělské architektury, které byly vyobrazeny na poštovních známkách. Auditorium je jednou z hlavních atrakcí ostrova.